# Yataro Iwasaki
Yataro Iwasaki (n. 9 de janeiro de 1835 - m. 7 de fevereiro de 1885), industrial japonês, foi o fundador da empresa Mitsubishi.

## Início da vida
Iwasaki nasceu em uma família de agricultores da província de Aki, Tosa (atual Kochi). Bisneto de um homem que tinha vendido o título de Samurai de sua família para quitar de dívidas, Iwasaki começou sua carreira como um empregado do clã de Tosa. O clã tinha relações comerciais com muitas partes do Japão.
Iwasaki partiu para Edo (atual Tóquio) com a idade de dezenove anos, para sua educação. Ele interrompeu seus estudos, depois de um ano, quando seu pai ficou gravemente ferido devido a uma disputa com o chefe da aldeia. Quando o magistrado local se recusou a ouvir o seu caso, Iwasaki o acusou de corrupção e foi enviado para a prisão por sete meses. Após a sua libertação, Iwasaki ficou sem emprego por um tempo, até encontrar trabalho como professor.
Voltando a Edo, conheceu ativistas políticos e estudou com o reformista Yoshida Toyo, que o influenciou com ideias de abertura e desenvolvimento da nação (até então fechada) por meio da indústria e comércio exterior. Por intermédio de Yoshida, ele conseguiu trabalho como balconista do governo Tosa, e comprou de volta o título de samurai de sua família. Foi promovido para o primeiro escalão do escritório comercial do clã de Tosa, em Nagasaki, responsável pelo comércio de óleo de cânfora, de navios, armas e munição.
Após a Restauração de Meiji, em 1868, que o forçou à dissolução dos relacionamentos comerciais xogunato, Iwasaki viajou para Osaka e alugou os direitos de negociação da Tsukumo Trading Company, do clã Tosa, empresa que, em 1873, mudou seu nome para Mitsubishi.